# Drogo (Champagne)
Drogo (* um 670; † 708, begraben in der Kirche St. Arnulf in Metz) war ein Sohn Pippins des Mittleren und der Plektrudis und Urenkel von Arnulf von Metz, sowie ein Halbbruder von Karl Martell. 
Sein Vater machte ihn nach 695 zum dux (Herzog) der Champagne. Um 697 wurde ihm auch das Amt des dux der Burgunder übertragen. Er heiratete nach 688 Anstrudis (auch Adaltrudis oder Anstrudis d. J.), die Enkeltochter des Hausmeiers Waratto und der Ansfled, Witwe des Hausmeiers Berchar. 
Mit Anstrudis hatte Drogo vier Söhne:
- Arnulf († nach 723), 715 dux
- Hugo († 730), 715 sacerdos (Priester), Bischof von Paris, Bischof von Rouen und Bischof von Bayeux, Abt von Jumièges
- Pippin, 715 bezeugt
- Gottfried, 715 bezeugt